# Gernot Auer
Gernot Auer (* 21. November 1989) ist ein ehemaliger österreichischer Radrennfahrer.
Auer fuhr 2010 bis 2011 fuhr er für das österreichische Continental Team ARBÖ Gourmetfein Wels und wechselte 2012 zu WSA-Viperbike Kärnten. Für diese Mannschaft wurde er 2012 Sechster beim internationalen Eintagesrennen Banja Luka-Belgrad I und 2013 Dritter bei der Trofej Umag. Mit dem Ende der Saison 2013 beendete er seine Karriere als Aktiver.